# 極地高壓
極地高壓指的是活躍於兩極的高氣壓。由於兩極的氣溫相當低，使得空氣下沉，形成高氣壓。此高壓帶下的地表溫度為全球最低，全年每月均溫都在冰點以下，降水也不多，形成寒漠。
此高壓帶流向副極地低壓的氣流會在南北極形成極地東風帶。